# Rosengarten (Dresden)

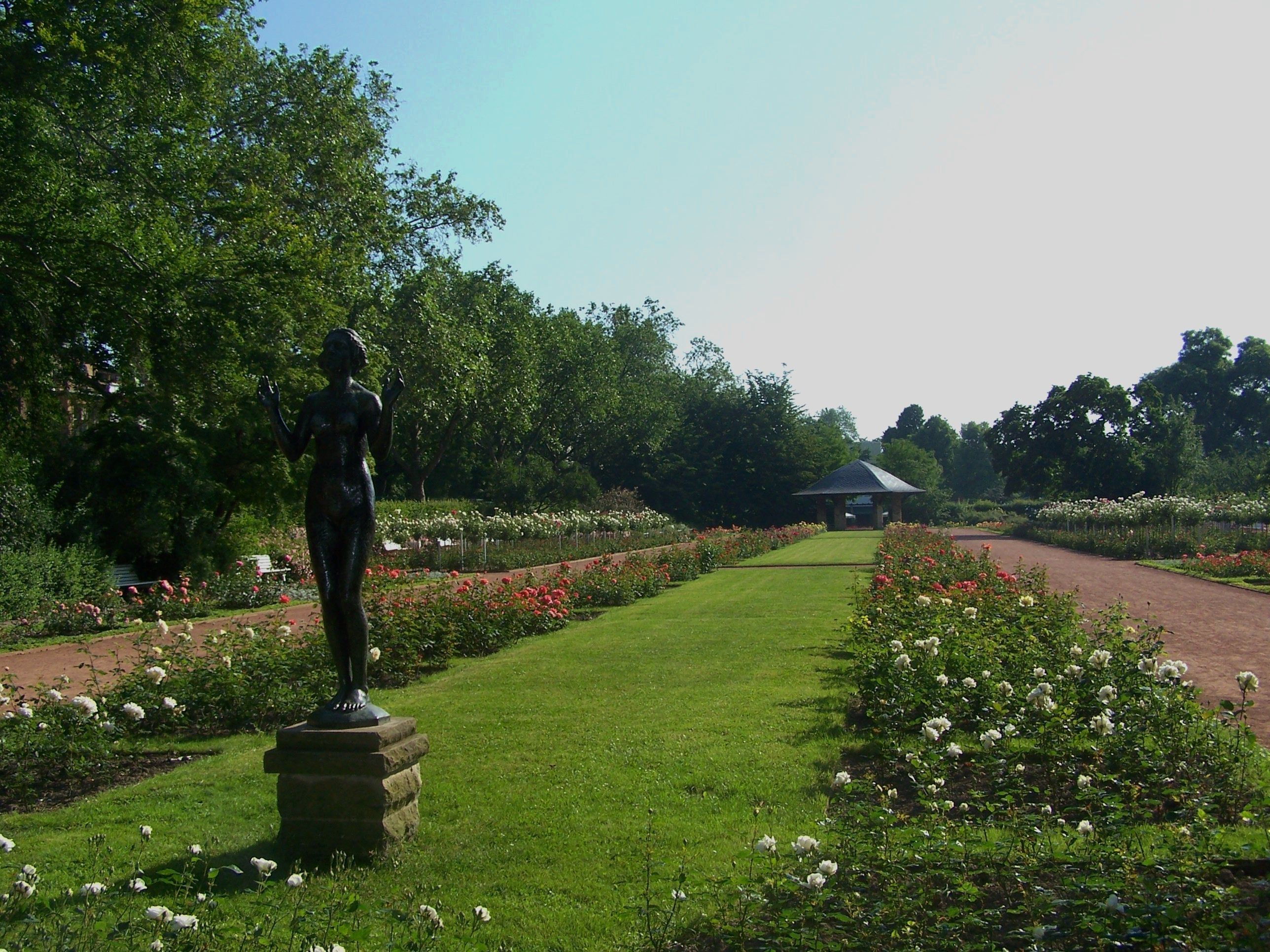
Blick über das Mittelstück des Rosengartens auf den Pavillon, vorn die Bronzeplastik Genesung

Der Rosengarten ist ein Landschaftsgarten am Neustädter Elbufer in Dresden. Der Rosengarten steht heute unter Denkmalschutz und ist bei freiem Eintritt ganzjährig geöffnet. Auf ungefähr 29.500 Quadratmetern sind zum Teil noch aus der Entstehungszeit stammende Gehölze neben derzeit ungefähr 100 verschiedenen Rosensorten und verschiedene Skulpturen zu sehen.

## Lage
Der Rosengarten liegt auf der Neustädter Elbseite rechts des Brückenkopfes der Albertbrücke. Er wird begrenzt durch das Carusufer, den Rosa-Luxemburg-Platz sowie den Elberadweg. In unmittelbarer Nähe des Rosengartens (links des Brückenkopfes der Albertbrücke) befindet sich der Staudengarten mit dem Bogenschützen von Ernst Moritz Geyger.

## Geschichte

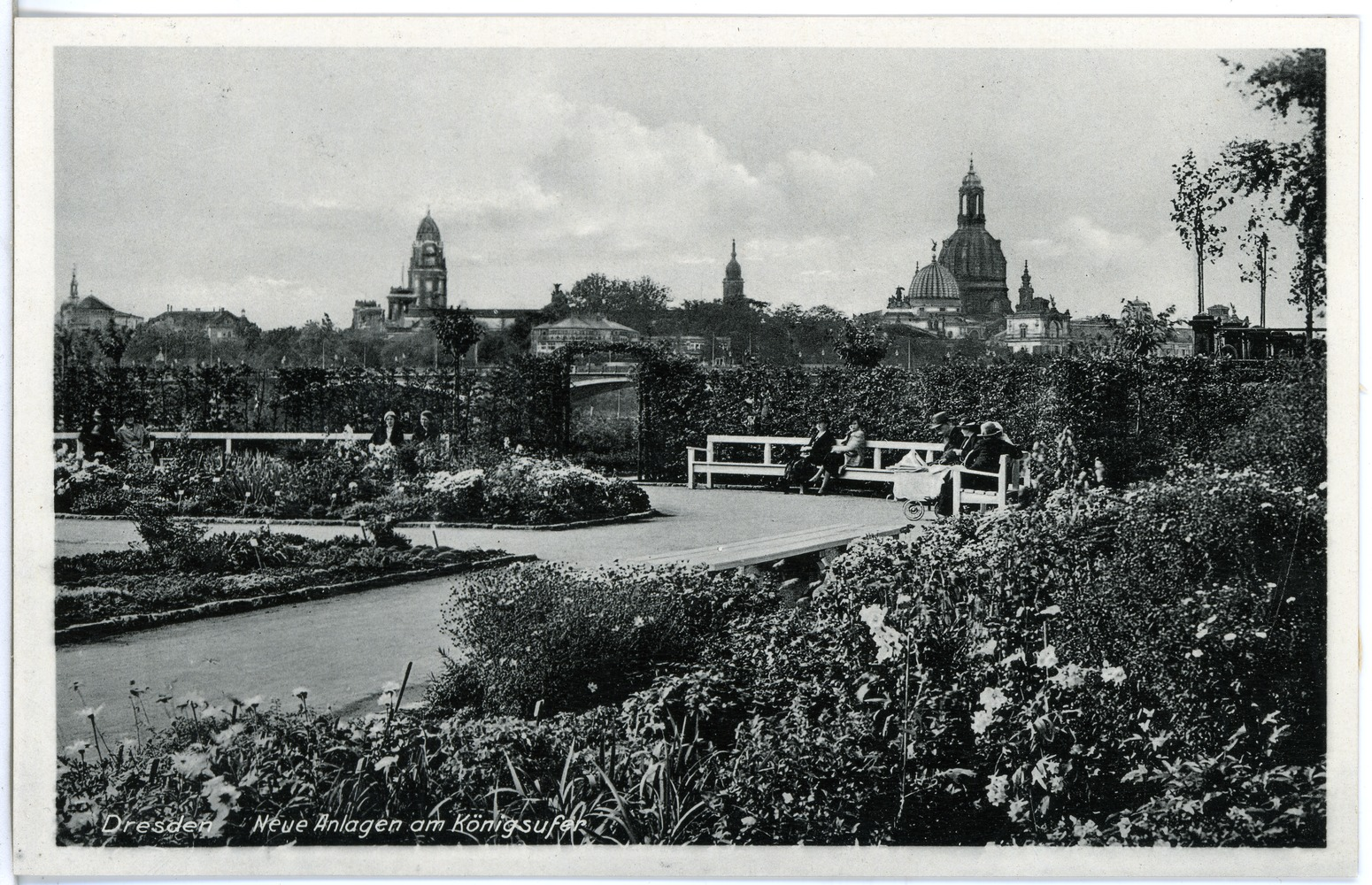
Der Rosengarten 1935

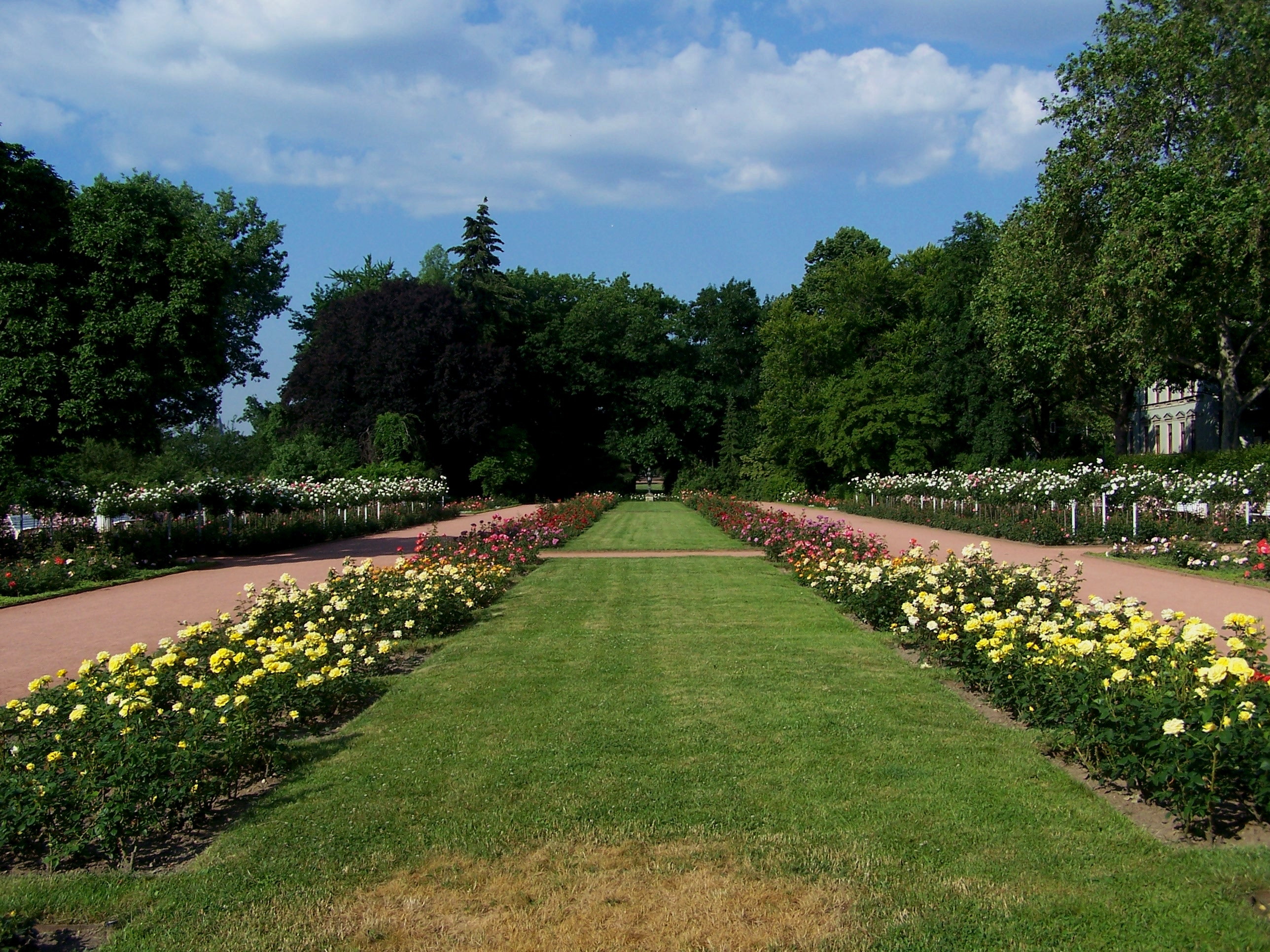
Mittelachse

Das Rosarium entstand 1935/36 nach Plänen des Stadtgartendirektors Heinrich Balke. Er setzte dabei die alte Idee Augusts des Starken von einer hochwasserfreien Uferpromenade so um, dass dieses „Königsufer“ mit seinen Sondergärten ein Gegenstück zur bis an das Flussufer bebauten Altstädter Elbseite werden konnte.
Ein Großteil der heute noch vorhandenen Gehölze stammt aus der Entstehungszeit des Rosengartens. Es ist anzunehmen, dass mit dem Rückbau der 1936 in Dresden stattgefundenen Reichsgartenschau sehr viele der dort gezeigten Pflanzen, auch bei der Fortführung der Baumaßnahmen am Dresdner Königsufer Verwendung fanden. Teile der Grundstrukturen im Mittelteil sind partiellen temporären Grünanlagen in der Reichsgartenschau von 1936 ähnlich, die dort den Namen Ausstellungsteil Nr. 45 Rosengarten trugen. Für die Jahresschau Garten und Heim im Jahr 1937 (23. April bis 30. September), deren Gesamtentwurf ebenso von Balke stammte, sind diese Anlagen im Großen Garten strukturell unverändert erhalten geblieben und wurden als Ausstellungsteil Nr. 51 Der Rosengarten mit Tanzkaffee „Schmetterling“ geführt. Für deren Bepflanzung war die Stadtgartenverwaltung Dresdens zuständig. Auf eine direkte Übernahme dieses Ausstellungsbereiches im Rahmen der Planung und Anlage des Rosengartens auf dem Neustädter Elbufer kann deshalb nicht geschlossen werden.
Während des Zweiten Weltkriegs kam es zu großen Verlusten an der künstlerischen Ausstattung, so wurden Statuen als Metallspenden eingeschmolzen. Während der Luftangriffe auf Dresden im Februar 1945 wurden Teile des Rosengartens von Fliegerbomben getroffen. Die Schäden im Garten wurden in den ersten Nachkriegsjahren noch durch eine Nutzung der Flächen zum Gemüseanbau verstärkt. Die Auswirkungen des Zweiten Weltkriegs verhinderten eine vollständige Umsetzung der ursprünglichen gestalterischen Konzeption. Mit dem Verlust sämtlicher Pläne und Unterlagen im Februar 1945 und dem Weggang Heinrich Balkes aus Dresden gab es keine Informationsquellen mehr, die bei einer späteren Wiederaufnahme der gärtnerischen Tätigkeiten im Rosengarten hätten befragt werden können. 1976 wurde der Rosengarten anlässlich der in Dresden stattfindenden Arbeiterfestspiele umgebaut. Jedoch bezogen sich die Umbauten hauptsächlich auf die inneren Bereiche des Rosengartens und beließen die Randflächen in ihrem ursprünglichen Zustand. Durch die fehlende Gesamtkonzeption wurden bis zu Beginn der ersten Rekonstruktionsmaßnahmen von 1997 und den damit verbundenen umfassenden Recherchen immer wieder einzelne Gehölzpflanzungen in den Randbereichen angelegt, die sich aus heutiger Sicht denkmalpflegerisch nicht mehr integrieren lassen. Mangelnde Pflegekapazitäten in den Nachkriegsjahren und das fehlende Wissen um die gestalterische Grundidee führten zudem zu einer kontinuierlichen Ausbreitung von Robinien und Winter-Linden auf der Rosengartenböschung elbseitig neben dem Crataegusweg. Ab 1988 wurde damit begonnen, die ursprünglich im Zusammenhang mit Strauchrosen gepflanzten kleinkronigen Gehölze wie Kornelkirsche, Weißdorn, Schwedische Mehlbeere und Feldahorn freizustellen.

## Aufbau
Die Ausrichtung des Rosengartens entlang des Elbufers, wird mehrmals durch Querachsen unterbrochen, die einerseits Ausblicke in den Elbraum bieten und andererseits größere thematisch abgeschlossene und von Hainbuchenhecken umfasste Teilbereiche bilden. Diese Hecke ist durch ihre streng geometrische Form, trennendes und verbindendes Element zugleich. Die Gehölze des Rosengartens sind ein wichtiger Bestandteil der Gesamtgestaltung dieses Gartenraumes. Durch einen stetig wechselnden Einsatz von Größe, Form und Farbe, der sich in seiner Gesamtheit jedoch mehrfach wiederholt, sind die einzelnen Gartenteile optisch voneinander getrennt. Zugleich ist der gestalterische Gesamteindruck bewahrt. Neben einer räumlichen Fassung des Rosengartens haben die Gehölze auch die Aufgabe, Blickbeziehungen im und zum Park sowie in den Elbraum hinaus zu betonen.

### Vorderteil

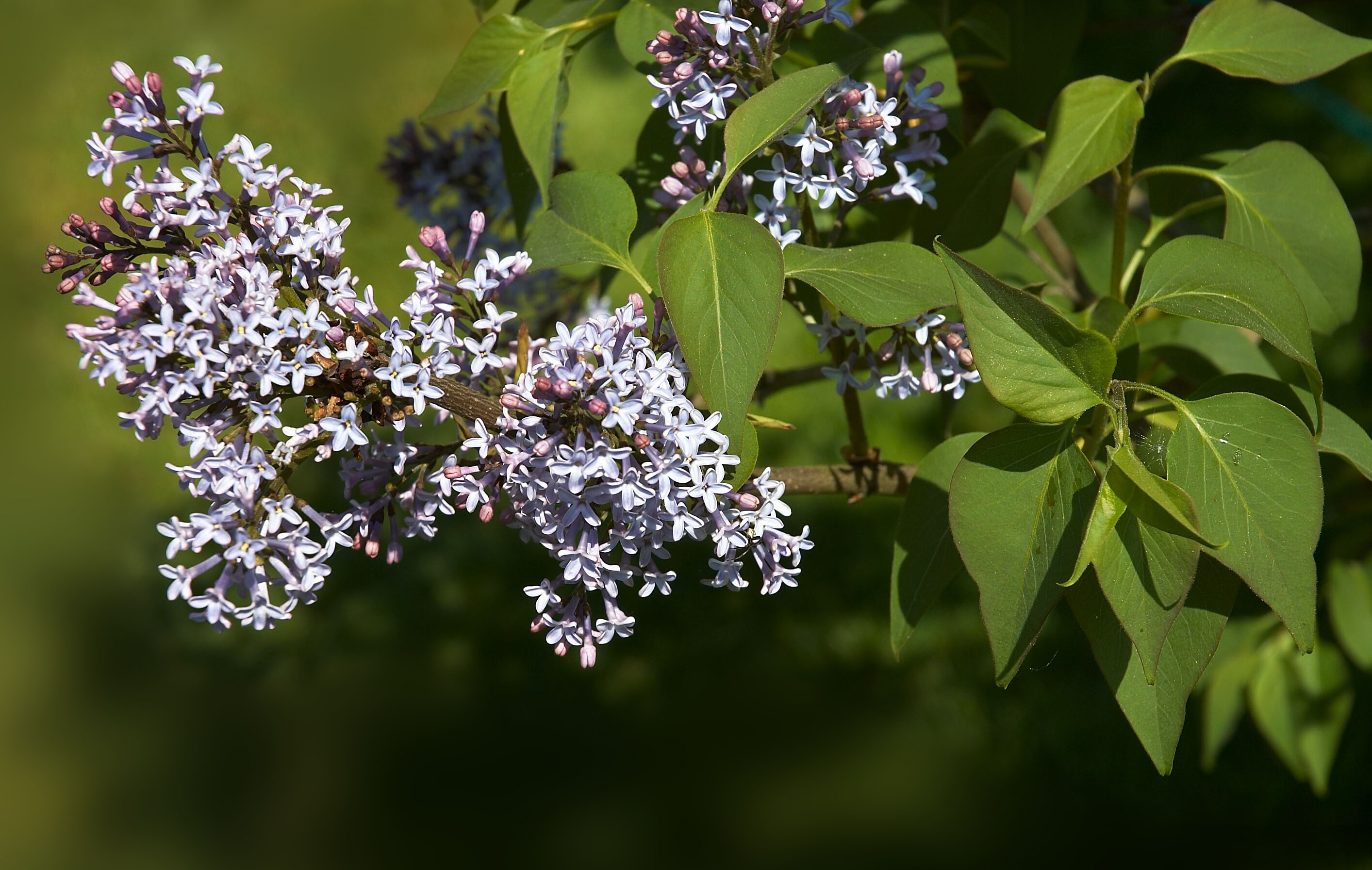
Blüten des Bogenflieders

Der Vorderteil kann vom Rosa-Luxemburg-Platz betreten werden. Dessen Gestaltung wird hauptsächlich mit ausgewählten Rosensorten der 1930er Jahre realisiert und zeigt in seiner Gestaltungsform einen eher landschaftlichen Charakter. Durch die Wiederherstellung der historischen Pflanzflächen auf den Ecken der mittleren Rasenspiegel ist die ursprüngliche Gestaltungsidee eines verhaltenen Auftaktes wiederhergestellt. Im Jahr 2000 wurden die historisch belegten Schieferplattenwege in den Strauchrosenbereichen der Randstreifen wieder neu angelegt. Nur durch diese Wege ist eine Erlebbarkeit der Strauchrosen möglich und bietet somit die wichtigste Voraussetzung für eine am historischen Original orientierte Ergänzung des vorhandenen Bestandes in diesem Bereich. Die Blickbeziehungen werden im Vorderteil durch jeweils zwei diagonal auf die Ecken gepflanzte Fächer-Ahorne und rotblättrige Fächer-Ahorne gebildet. Im Mai ist mit dem Bogigen Flieder ein weiterer „Blickpunkt“ geschaffen.
Den Eingang zum Vorderteil bilden vier Putten aus Muschelkalk von Max Hermann Fritz, die die vier Jahreszeiten darstellen.

### Zwischenstück

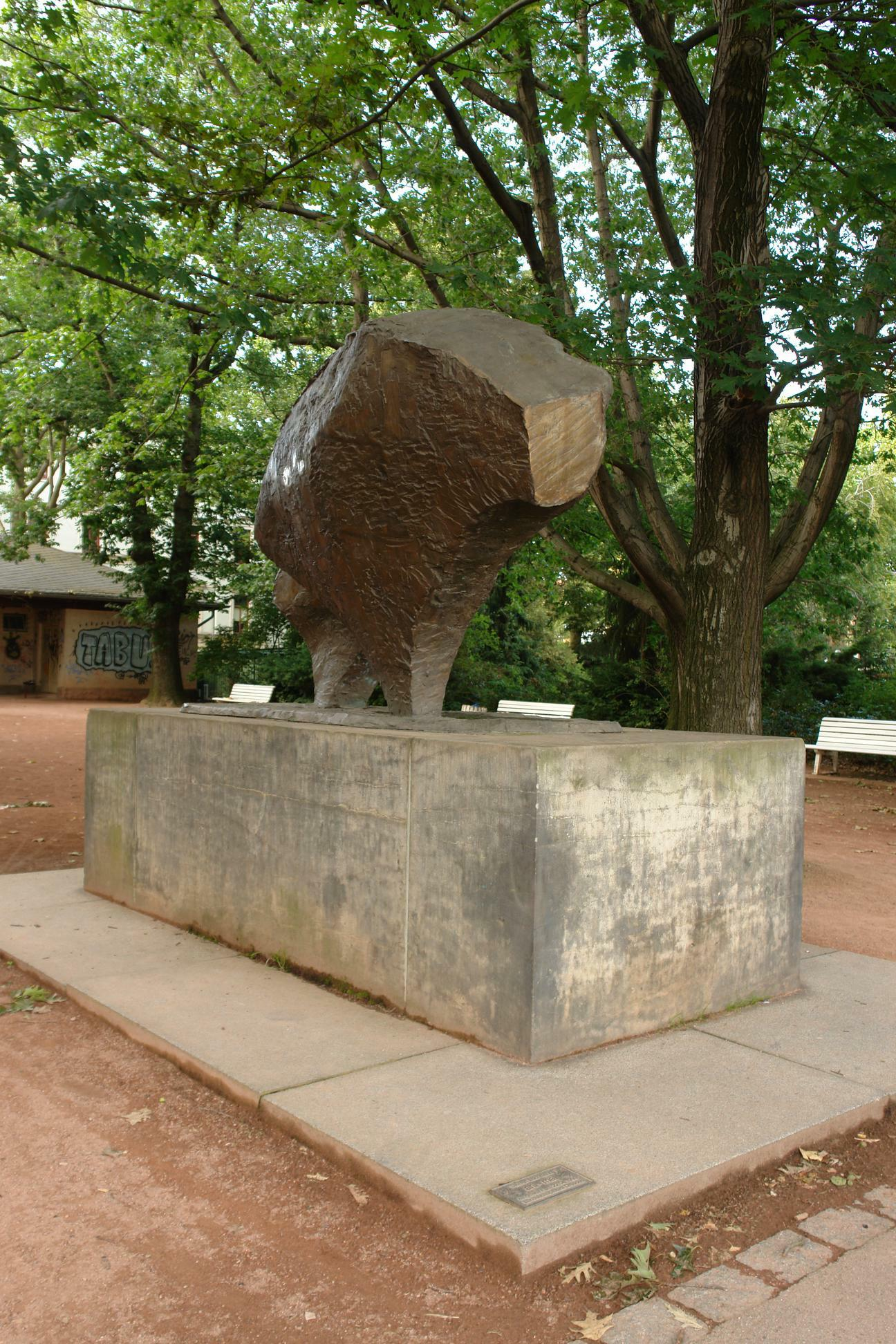
Plastik „Ani-mal“

Östlich des Vorderteils ist das Mittelteil gelegen. Vorder- und Mittelteil werden durch ein Zwischenstück mit Roteichen getrennt. Von der elbabgewandten Seite kann man das Zwischenstück durch das Wirtschaftsgebäude in Form eines Torhauses betreten. Am 22. April 1999 wurde die Plastik ani-mal von Steffen Bachmann an der Elbseite des Zwischenstücks aufgestellt. Für diesen Standort war ein Wettbewerb ausgelobt, dessen Grundgedanke eine Wiederbesetzung des Sockels der nicht mehr existenten, von Ernst Moritz Geyger geschaffenen Stierskulptur war. Von dieser Skulptur gibt es derzeit noch keinen sicheren Hinweis über den Verbleib. Als sehr wahrscheinlich ist anzunehmen, dass diese Bronze der 1942 bzw. auch noch später stattfindenden Edelmetallspenden für das Deutsche Reich zugeführt wurde.

### Mittelstück

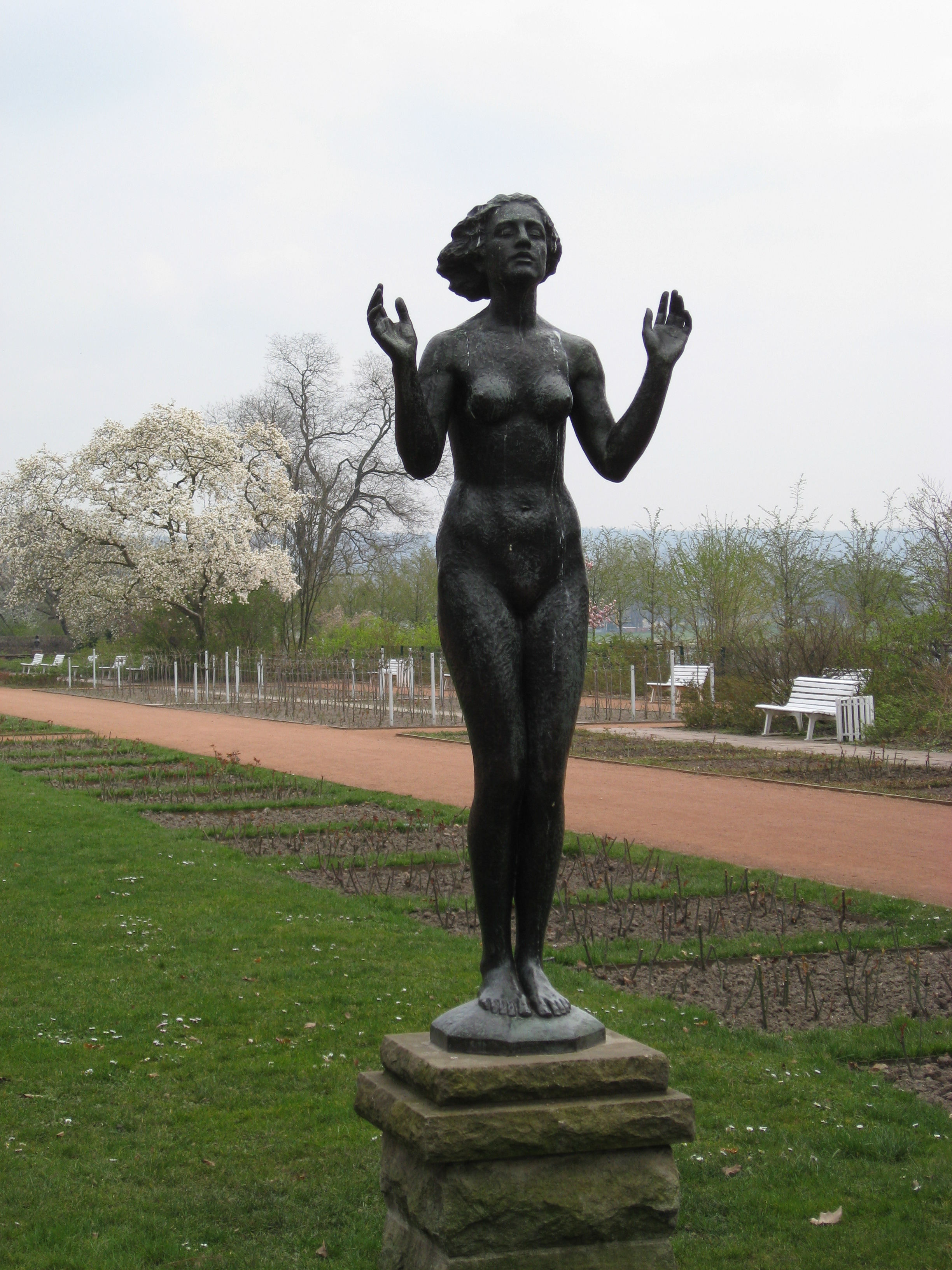
Bronzeplastik Genesung

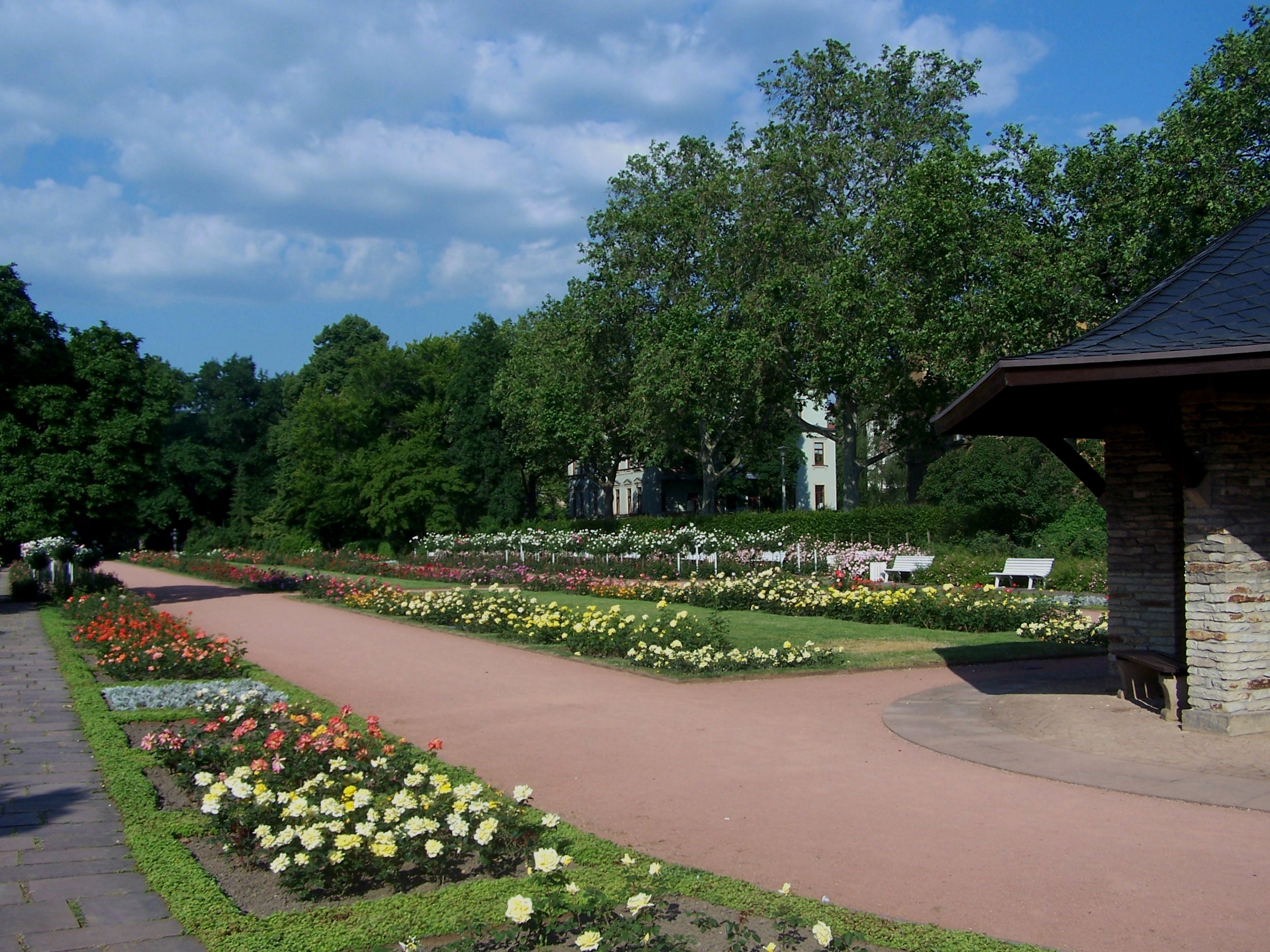
Mittelstück – rechts der Pavillon

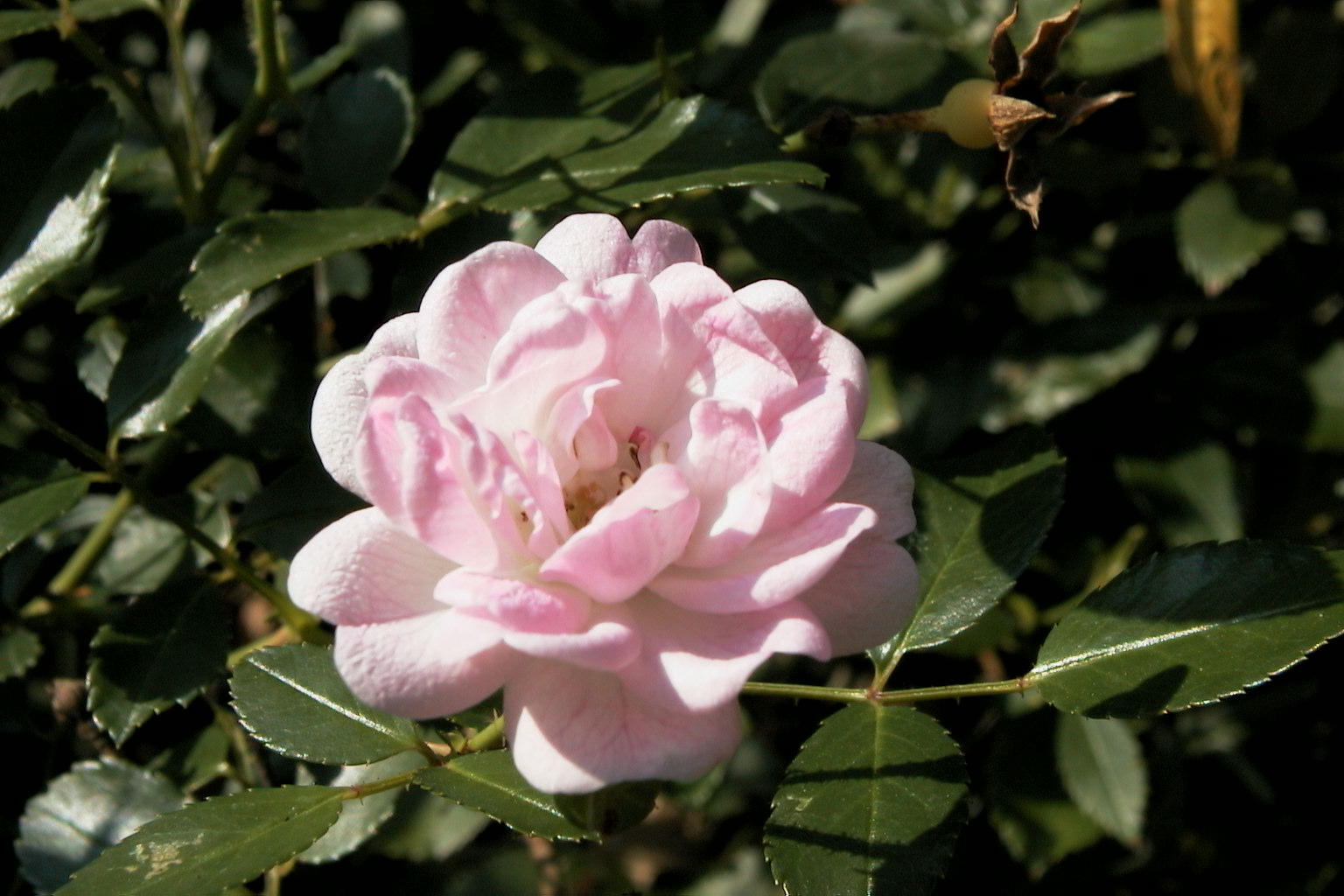
The Fairy

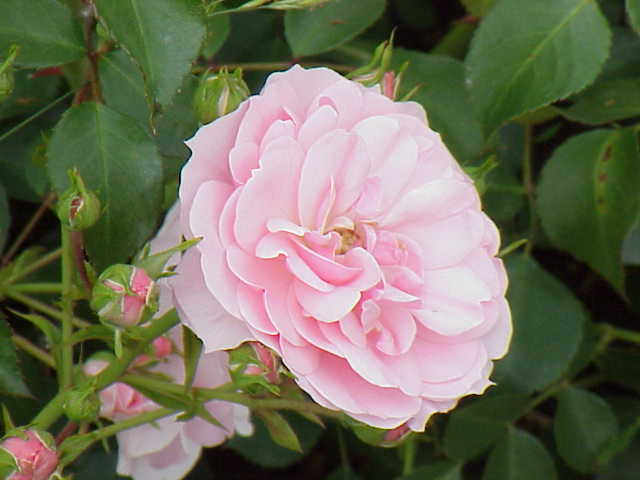
Bodendeckerrose Bonica 82 – im Mittelteil des Rosengartens angepflanzt

Am Anfang des Mittelstücks ist die Bronzeplastik Genesung von Felix Pfeifer aufgestellt. Die Blicke des Besuchers werden im Mittelteil durch Stern-Magnolie, Purpurapfel und Flieder im Frühjahr sowie drei Parrotia persica im Herbst (mit einer farblich unterschiedlichen aber zeitgleich einsetzender Herbstfärbung) geführt. Im Mittelstück wurden einem historisch belegbaren Farbverlauf entsprechend wieder Rosen aufgepflanzt, die einen wichtigen Teil der in der DDR gezüchteten Rosensorten repräsentieren. Der Farbverlauf von weiß über orange zu rosa, dunkelrot, rot und gelb ist am deutlichsten an den über 70 Rosenbeeten der zentralen Mittelachse nachzuvollziehen. Links und rechts dieser Achse sind weitere Beete zur Bepflanzung vorbereitet. Das ebenfalls noch mit DDR-Rosensorten zu bepflanzende Hochstammrosenquartier auf der Elb- und Straßenseite wird von der Bodendeckerrose Bonica 82 eingefasst. Folgende Rosensorten sind im Mittelteil vertreten: The Fairy mit rosa Blütenfarbe und Strauchrosen mit gelber Blütenfarbe Rosa hugonis, ‚Schloß Dryburg‘ und ‚Wartburg‘. Am Ende des Mittelteils befinden sich ein Pavillon und zwei Sitzrondelle aus rotem Wesersandstein mit jeweils einem kleinen Bronzebären. Im Jahr 2000 gelang es dem Grünflächenamt mit finanzieller Unterstützung durch die Stadtsparkasse Dresden beide Sitzrondelle wiederherzustellen. Die bis 1999 im Dresdner Zoo am ehemaligen Musikpavillon aufgestellten zwei kleinen Bärenplastiken Rudolf Löhners, kehrten danach wieder an ihren ursprünglichen Aufstellungsort zurück, auf die Sitzmäuerchen dieser beiden Rondelle.
Eine wichtige, die Längsausrichtung des Rosengartens effektvoll unterbrechende Querachse ist der im Jahr 2002 rekonstruierte und mit farblich aufeinander abgestimmten Hohen Ritterspornen aufgepflanzte Rittersporn-Garten. Bei der Auswahl der einzelnen Sorten aus dem großen Rittersporn-Sortiment wurde auf Züchtungen Karl Foersters zurückgegriffen. Diese gelten als stabil in Wuchs und Farbe, als äußerst mehltauresistent und sind vor allem für die „Faszination und Klarheit ihres Blaus“ (Hermann Göritz) bekannt.

### Senkgarten
Über eine große Freitreppe gelangt man in den dritten Teil der Anlage, den Senkgarten. In diesem deutlich abgesenkten Gelände sind farblich aufeinander abgestimmte Rosensorten flächig angepflanzt. In ihrer Gesamtheit stilisieren sie eine Rosenknospe. So wie hier, wird auch in den anderen Teilen des Rosengartens die Rose der Gestaltung untergeordnet und ist Mittel zum Zweck. Des Weiteren sind im Senkgarten zwei Viburnum rhytidophyllum-Gruppen gepflanzt. Die auf den Eckpunkten des Gartens gepflanzten Küsten-Douglasien weisen weithin sichtbar auf den sich hier befindenden Park hin.
Der Senkgarten wird baulich behutsam und dem Gartengedanken entsprechend durch das Gebäude des heutigen Kaffee Rosengarten abgeschlossen. Während der Flut im August 2002 wurde es schwer beschädigt. Die bei dem Wiederaufbau getätigten Veränderungen laufen der ursprünglichen Einordnung des Bauwerkes in das Gestaltungskonzept Heinrich Balkes völlig zuwider. Vor dem Gebäude ist ein Springbrunnen mit Brunnenschale aufgestellt.

## Plastiken

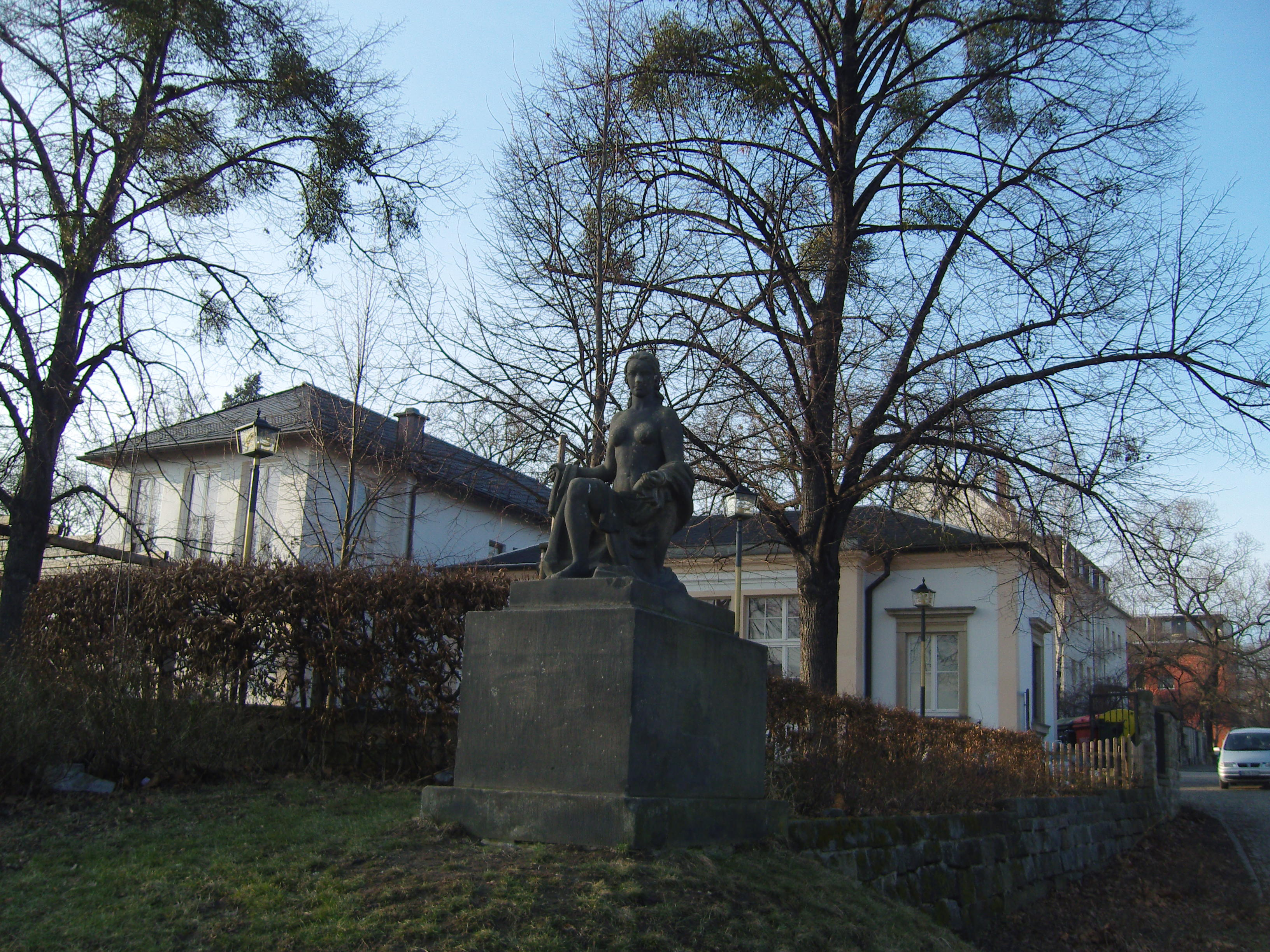
Plastik von Otto Rost

An der Südostecke des Rosengartens am Kaffee Rosengarten markiert die Sandsteinplastik Große Kniende von Otto Rost einen Endpunkt des Gartens. Sie steht heute auf einem Sockel, auf dem im Originalzustand die Bronzeplastik Mädchen mit Gazelle von Georg Wrba, bis zu ihrem Verlust in den letzten Jahren des „Dritten Reiches“, stand. Die Plastik befand sich ursprünglich auf einem Standort vor der Gartenfront des Rosengartencafés auf dem jetzigen Platz der Brunnenschale.